# Landoppo misamisoriensis
Landoppo misamisoriensis is een spinnensoort in de taxonomische indeling van de kogelspinnen (Theridiidae).
Het dier behoort tot het geslacht Landoppo. De wetenschappelijke naam van de soort werd voor het eerst geldig gepubliceerd in 1995 door Alberto Barrion & James A. Litsinger.